# Aeronave de ataque
Aeronave de ataque, avião de ataque, bombardeiro de ataque ou bombardeiro leve é um tipo de avião militar projetado para atacar alvos terrestres e marítimos com alta precisão, utilizando uma variedade de armamentos, como bombas, mísseis e canhões. Desempenham um papel crucial em operações de apoio aéreo aproximado, interdição aérea e operações de contra-insurgência. Estes aviões são usados frequentemente para enfraquecer as capacidades inimigas antes ou durante as ofensivas terrestres.

## Utilização
As aeronaves de ataque costumam ser mais lentas e menos manobráveis do que os caças, mas carregam mais armamento e são capazes de operar em bases menos preparadas. Podem ser usadas para atacar uma variedade de alvos, incluindo tropas inimigas, veículos blindados, fortificações e infraestrutura.

## Histórico de desenvolvimento
O conceito de aeronave de ataque surgiu durante a Primeira Guerra Mundial, mas foi na Segunda Guerra Mundial que essas aeronaves começaram a se especializar e ganhar importância estratégica. Desde então, os projetos e tecnologias evoluíram significativamente, culminando em aeronaves altamente sofisticadas e especializadas, como o Super Tucano A-29 do Brasil, o A-10 Thunderbolt II dos Estados Unidos e o Su-25 Frogfoot da Rússia.

## Aeronaves de ataque

### Brasil
Embraer A-29 Super Tucano: Esta aeronave turboélice de ataque leve é utilizada pela Força Aérea Brasileira para missões de apoio aéreo, vigilância de fronteiras e treinamento avançado de pilotos. O Super Tucano é conhecido por sua manobrabilidade, resistência e capacidade de operar em pistas não preparadas, sendo empregado em diversas forças aéreas ao redor do mundo.

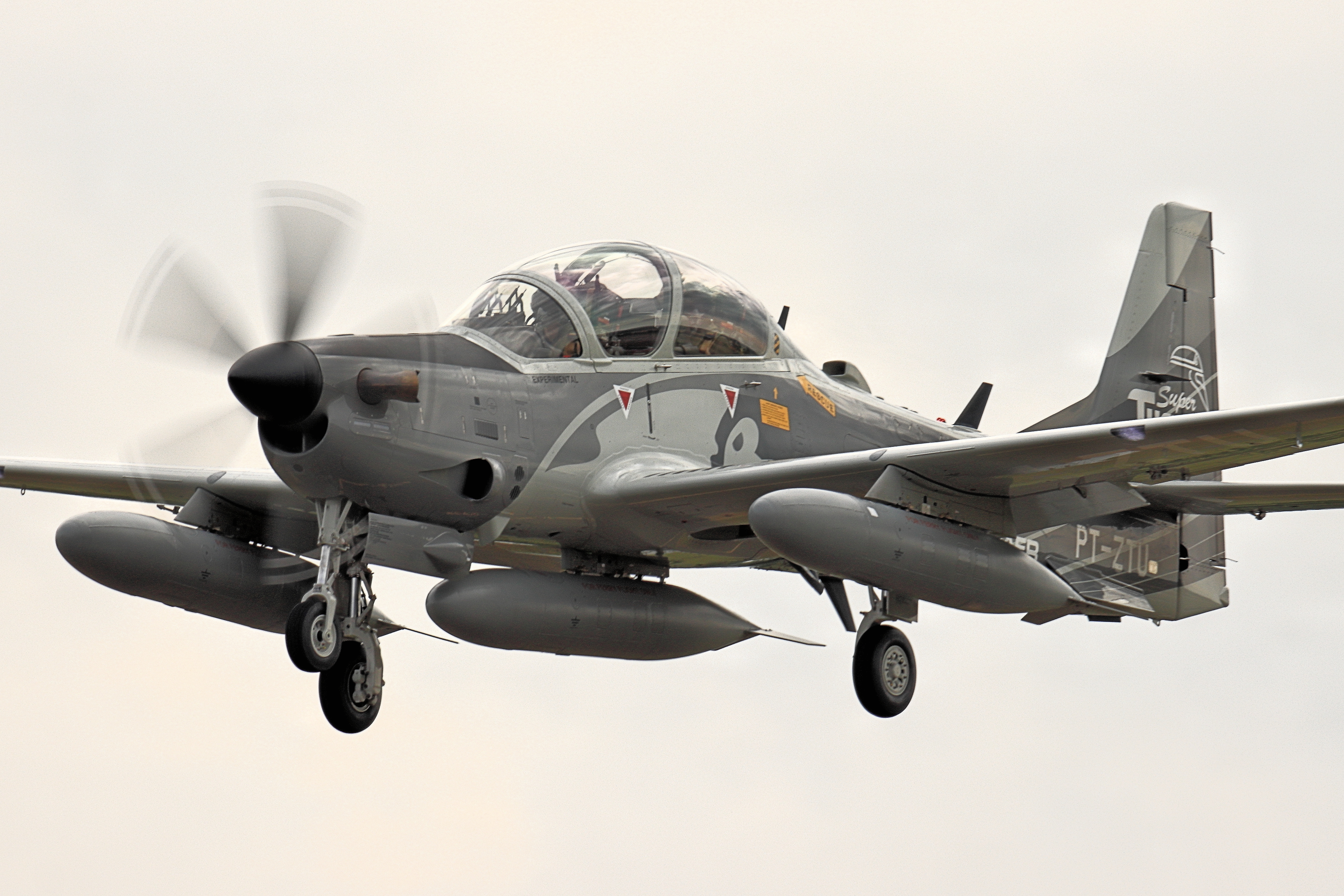
Embraer EMB-314 Super Tucano

### China
Hongdu L-15 Falcon: Esta é uma aeronave de treinamento avançado que pode ser equipada para missões de ataque leve. Desenvolvida pela Hongdu Aviation Industry Corporation, a L-15 é parte do esforço da China para modernizar suas forças armadas com aeronaves versáteis que podem cumprir múltiplas funções.

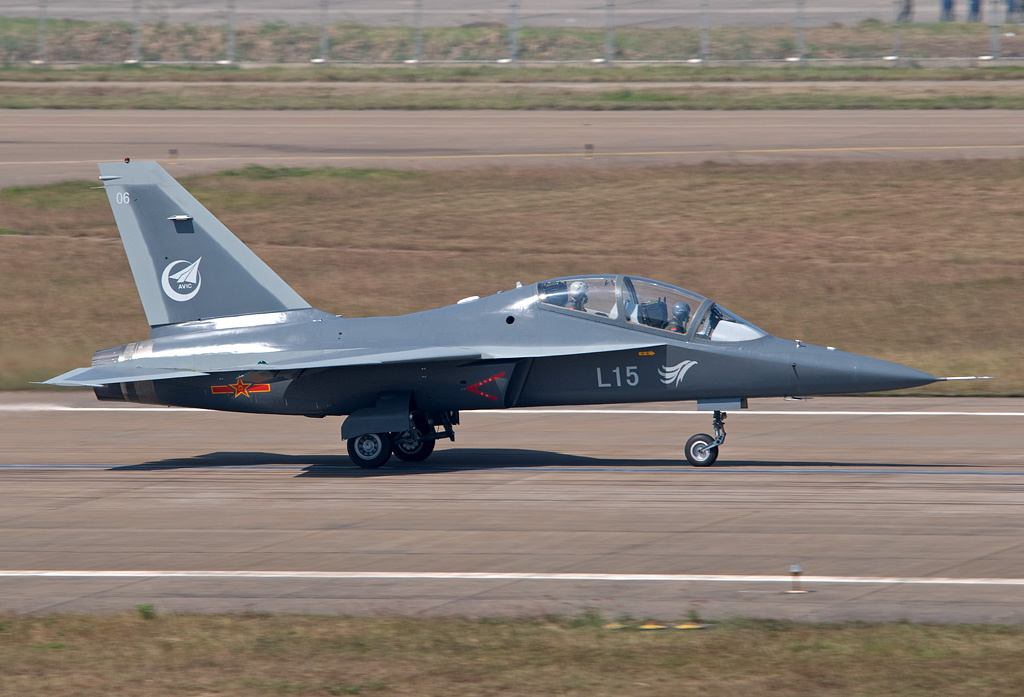
Hongdu L-15 Falcon

### Estados Unidos
Fairchild Republic A-10 Thunderbolt II: Conhecido como "Warthog", o A-10 é famoso por sua durabilidade e poder de fogo. Projetado para ataques ao solo e apoio aéreo aproximado, o A-10 pode operar sob intensas condições de combate e é equipado com um canhão rotativo de 30 mm, além de uma vasta gama de bombas e mísseis.

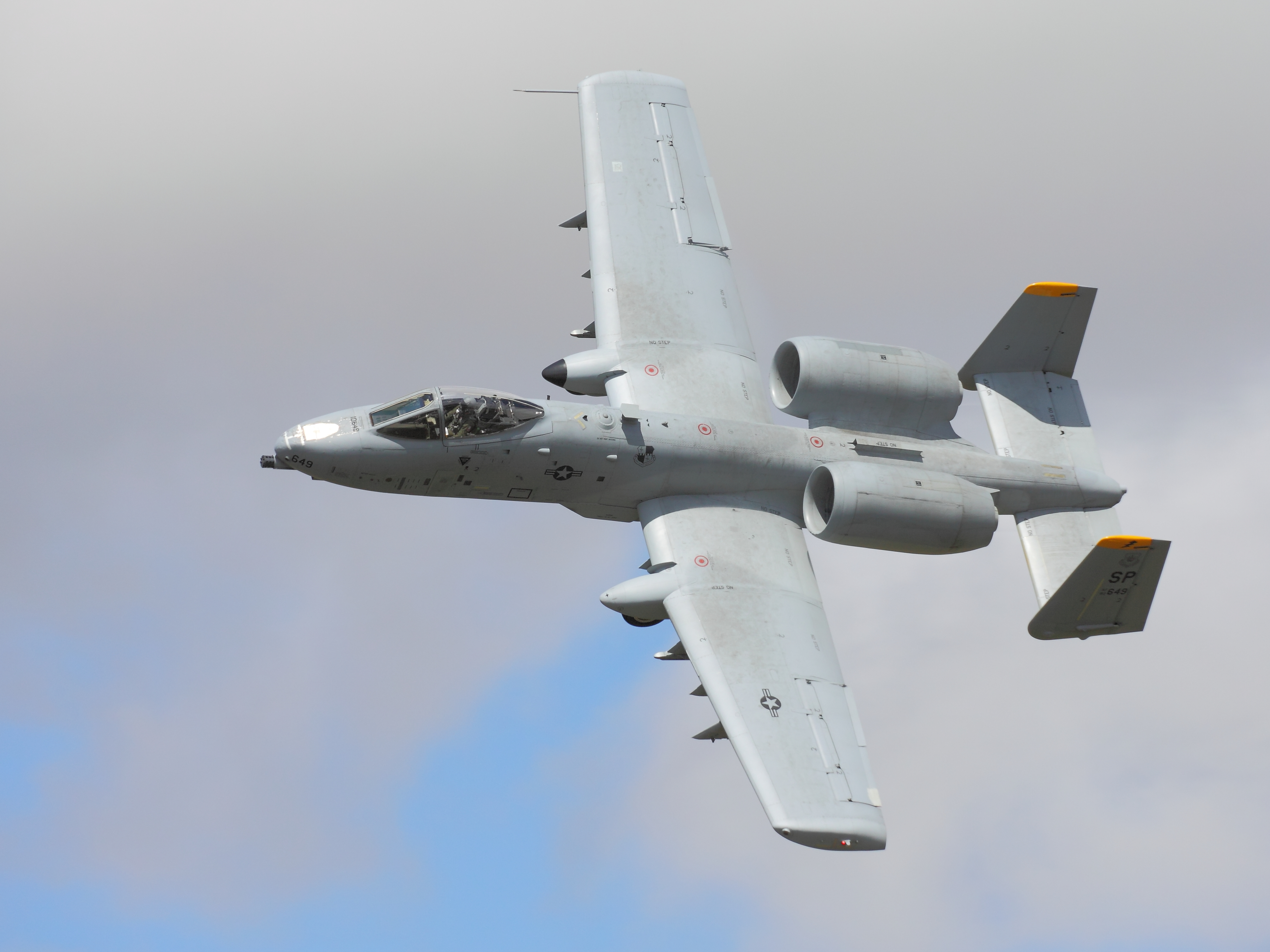
Fairchild Republic A-10 Thunderbolt II

### Rússia
Sukhoi Su-25 Frogfoot: Desenvolvido na década de 1970, o Su-25 é uma aeronave de ataque ao solo robusta, projetada para operar em ambientes hostis e proporcionar apoio aéreo aproximado às forças terrestres. Ele é amplamente utilizado por vários países e conhecido por sua durabilidade e capacidade de carregar uma grande variedade de armamentos.

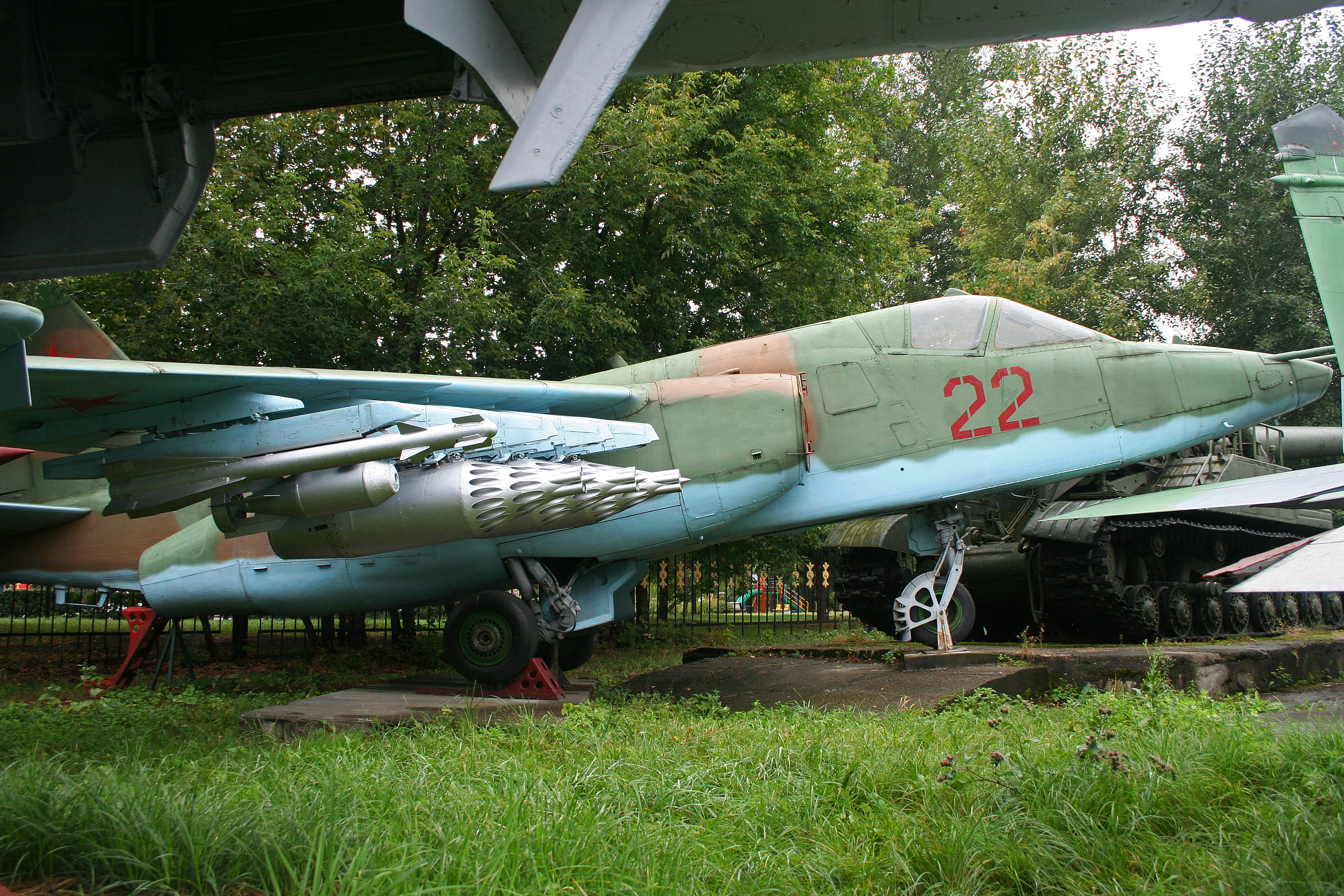
Sukhoi Su-25 Frogfoot